# 電子帳務
電子帳務（Electronic billing），指的是公司以電子的方式將發票、收據或帳單等帳務資訊傳送給客戶。其方式包括電子郵件、簡訊或是全球資訊網等。

## 運作方式
現今一些公司，如電信公司、信用卡公司等，允許甚至鼓勵客戶申請將原本列印在紙張的帳單等改以電子郵件發送。除了電子發送帳單外，亦設立網站供客戶輸入帳號及密碼後可查閱一定期限內的帳單，甚至可直接在該網站上繳費。
進行電子商務的公司，則不再寄送紙張的收據或發票，改以電子發票代替，但仍接受客戶要求寄發紙本的收據或發票。

## 優缺點
電子帳務最大的好處在於可節省紙張的使用，免除郵寄費用而降低成本。2004年，光是台灣前三大電子商務公司就可因此節省632萬張統一發票的印製費用，節省金額高達新台幣189,600,000元。對於客戶而言，不需要花費空間存放紙本單據，也較有保密性。
由於電子郵件及網站資料的傳遞並非預設加密，因此若遭破解，則帳務資料有外洩的風險。因此有些公司傳送電子帳單時，會將檔案或郵件加密，以降低這類的風險。另外對於不擅於使用電腦的人而言，閱讀電子帳單可能比紙本帳單還麻煩。

## 另見
- 電子商務